# Cristóbal Oudrid

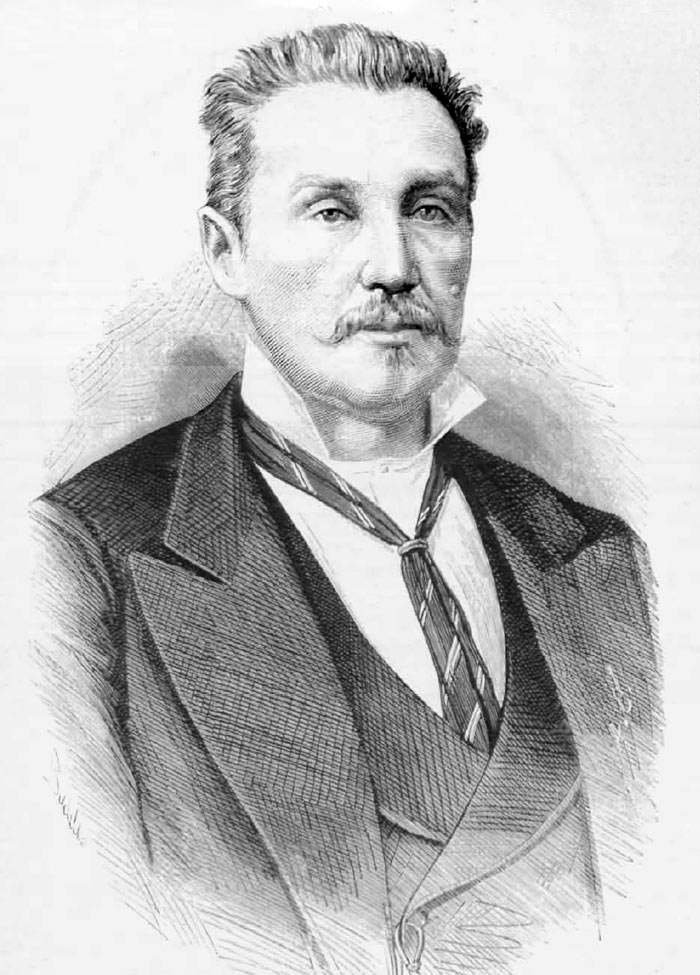
Retrato de Cristóbal Oudrid publicado en La Ilustración Española y Americana, año XXI, n.º XI, 22 de marzo de 1877, página 189.

Cristóbal Oudrid y Segura (Badajoz, 7 de febrero de 1825-Madrid, 13 de marzo de 1877) fue un pianista, compositor de zarzuelas y director de orquesta español.

## Biografía
Era hijo de Cristóbal Oudrid y Estarón, nacido en Madrid en 1793, músico de las tropas napoleónicas con destino en Badajoz, desde 1825 director de la banda de música de las Milicias Nacionales, y de Antonia Segura González, nacida en Badajoz en 1801. Estuvo casado con Vicenta Muñoz Vallejo, oriunda de la misma ciudad.
Como compositor, es recordado por revitalizar el género, por piezas de sus zarzuelas El molinero de Subiza y El postillón de la Rioja, y por la pieza El sitio de Zaragoza, en su origen la música incidental que compuso para el drama homónimo de Juan Lombía. En 1851, junto con Joaquín Gaztambide, Rafael Hernando, Francisco Asenjo Barbieri, José Inzenga, Luis de Olona y Francisco Salas fundó la Sociedad Artístico Musical para el cultivo de la zarzuela.
Como director, dirigió la orquesta del Teatro Real de Madrid y del Teatro de la Zarzuela.
Está enterrado en el patio de la Concepción de la Sacramental de San Isidro, en Madrid. Su sepultura cuenta con un medallón con la efigie del compositor elaborado por el escultor italiano Benedetto Civiletti, especialista en monumentos funerarios para cementerios.

## Composiciones

### Obras para orquesta
- Rondeña.

### Obras para banda
- Salve Marinera, canto a la Virgen muy popular en la marina española, extraído de la zarzuela El molinero de Subiza.
- El sitio de Zaragoza, fantasía sobre temas militares.

### Revista musical
- 1866 • 1866 y 1867, revista, 2 actos (junto con: Luis Vicente Arche (1815-1879)). Libreto: José María Gutiérrez de Alba.
- A última hora.

### Zarzuelas
- 1847 • La pradera del canal, 1 acto (junto con: Sebastián Iradier). Libreto: Agustín Azcona.
- 1847 • El turrón de Nochebuena. Libreto: Vicente Izquierdo.
- 1847 • La venta del puerto o Juanillo el contrabandista, 1 acto (junto con: Mariano Soriano Fuertes). Libreto: Mariano Fernández.
- 1848 • El ensayo de una ópera, 1 acto (junto con: Rafael Hernando Palomar). Libreto: Juan del Peral.
- 1850 • Escenas de Chamberí, 1 acto (en colaboración con: Rafael Hernando Palomar, Francisco Asenjo Barbieri, Joaquín Gaztambide y Garbayo). Libreto: José Olona.
- 1851 • Misterios de bastidores, 1 acto. Libreto: Francisco de Paula Montemar.
- 1851 • Todo son raptos (junto con: Francisco Asenjo Barbieri).
- 1851 • Por seguir a una mujer, 4 escenas (junto con: Francisco Asenjo Barbieri, Joaquín Gaztambide y Garbayo, Rafael Hernando Palomar y José Inzenga). Libreto: Luis Olona.
- 1851 • La paga de Navidad, 1 acto. Libreto: Francisco de Paula Montemar.
- 1851 • Pero Grullo, 2 actos. Libreto: José María de Larrea y Antonio Félix Lozano González.
- 1852 • Buenos días, señor Don Simón.
- 1852 • Mateo y Matea, 1 acto. Libreto: Rafael Máiquez.
- 1852 • Salvador y Salvadora, 1 acto (junto con: Luis Arche). Libreto: Antonio Auset.
- 1852 • De este mundo al otro, 2 actos. Libreto: Luis Olona.
- 1853 • El alcalde de Tronchón, 1 acto. Libreto: Calixto Boldún y Conde.
- 1853 • El alma en pena, 1 acto. Libreto: Ramón Valladares y Saavedra.
- 1853 • Buenas noches, señor don Simón, 1 acto. Libreto: Luis Olona.
- 1853 • El hijo de familia o El lancero voluntario, 3 actos (junto con: Pascual Emilio Arrieta y Corera y Joaquín Gaztambide y Garbayo).
- 1854 • La cola del diablo, 2 actos. Libreto: Luis Olona.
- 1854 • Pablito o Segunda parte de D. Simon, 1 acto. Libreto: Luis Olona.
- 1855 • Alumbra a este caballero, 1 acto. Libreto: José Olona.
- 1855 • Amor y misterio, 3 actos. Libreto: Luis Olona.
- 1855 • Estebanillo Peralta, 3 actos (junto con: Joaquín Gaztambide y Garbayo). Libreto: Ventura de la Vega.
- 1856 • El postillón de la Rioja, 2 actos. Libreto: Luis Olona.
- 1856 • Un viaje al vapor, 3 actos. Libreto: José Olona.
- 1856 • La flor de la serranía, 1 acto. Libreto: José María Gutiérrez de Alba.
- 1857 • El hijo del regimiento, 3 actos. Libreto: Victorino Tamayo y Baus.
- 1858 • Don Sisenando, 1 acto. Libreto: Juan de La Puerta Vizcaíno.
- 1858 • El Joven Virginio, 1 acto. Libreto: Mariano Pina Bohigas.
- 1859 • Enlace y desenlace, 2 actos. Libreto: Mariano Pina y Bohigas.
- 1859 • El último mono, 1 acto. Libreto: Narciso Serra.
- 1859 • El zuavo, 1 acto. Libreto: Pedro Niceto de Sobrado.
- 1859 • ¡¡Un disparate!!, 1 acto. Libreto: Ricardo Velasco Ayllón.
- 1860 • A rey muerto, 1 acto. Libreto: Luis Rivera.
- 1860 • Doña Mariquita.
- 1860 • Memorias de un estudiante, 3 actos. Libreto: José Picón.
- 1860 • Nadie se muere hasta que Dios quiere, 1 acto. Libreto: Narciso Serra.
- 1860 • El gran bandido, 2 actos (junto con: Manuel Fernández Caballero). Libreto: Francisco Camprodón.
- 1861 • Anarquía conyugal, 1 acto. Libreto: José Picón.
- 1861 • Un concierto casero, 1 acto. Libreto: José Picón.
- 1861 • Un viaje alrededor de mi suegro.
- 1861 • El caballo blanco, 2 actos (junto con: Manuel Fernández Caballero). Libreto: Mariano Pina Domínguez.
- 1862 • La isla de San Balandrán. Libreto: Mariano Pina Bohigas,
- 1862 • Juegos de azar (junto con: Manuel Fernández Caballero).
- 1862 • Equilibrios de amor, 1 acto (junto con: Manuel Fernández Caballero. Libreto: Fernando Martínez Pedrosa.
- 1863 • Por amor al prójimo, 1 acto. Libreto: Juan Belza.
- 1863 • La voluntad de la niña, 1 acto (junto con: Miguel Carreras González). Libreto: Emilio Álvarez.
- 1863 • Walter, o la huérfana de Bruselas.
- 1863 • Matilde y Malek-Adhel, 3 actos (junto con: Joaquín Gaztambide y Garbayo). Libreto: Carlos Frontaura.
- 1864 • Un marido de lance, 1 acto. Libreto: Ricardo Caltañazor.
- 1864 • El alcalde de Tronchón, 1 acto. Libreto: Calixto Boldún y Conde.
- 1867 • Bazar de novias, 1 acto. Libreto: Mariano Pina.
- 1867 • La espada de Satanás, 4 actos. Libreto: Rafael María Liern.
- 1867 • Un estudiante de Salamanca, 3 actos. Libreto: Luis Rivera.
- 1868 • Café teatro y restaurante cantante, 1 acto. Libreto: Emilio Álvarez.
- 1869 • Acuerdo municipal, 1 acto (junto con: Enrique Broca). Libreto: Antonio Ramiro y García.
- 1870 • El molinero de Subiza, 3 actos. Libreto: Luis de Eguílaz.
- 1870 • La gata de Mari Ramos.
- 1871 • Justos por pecadores (junto con: Pedro Miguel Marqués).
- 1872 • Miró y compañía o Una fiesta en Alcorcón, 1 acto. Libreto: Francisco García Vivanco.
- 1874 • Ildara.
- 1874 • El señor de Cascarrabias, 2 actos. Libreto: Rafael María Liern.
- 1874 • Moreto, 3 actos. Libreto: Agustín Azcona.
- 1875 • Compuesto y sin novia, 3 actos. Libreto: Mariano Pina Domínguez.
- 1876 • Blancos y azules, 3 actos (junto con: Manuel Fernández Caballero). Libreto: José María Nogués y Rafael María Liern.
- 1884 • El Consejo de los Diez. Libreto: Aurora Sánchez y Aroca.

### Música vocal
- La Pajarita, para soprano y piano.
- La Macarena, para violonchelo y guitarra.